# Představec

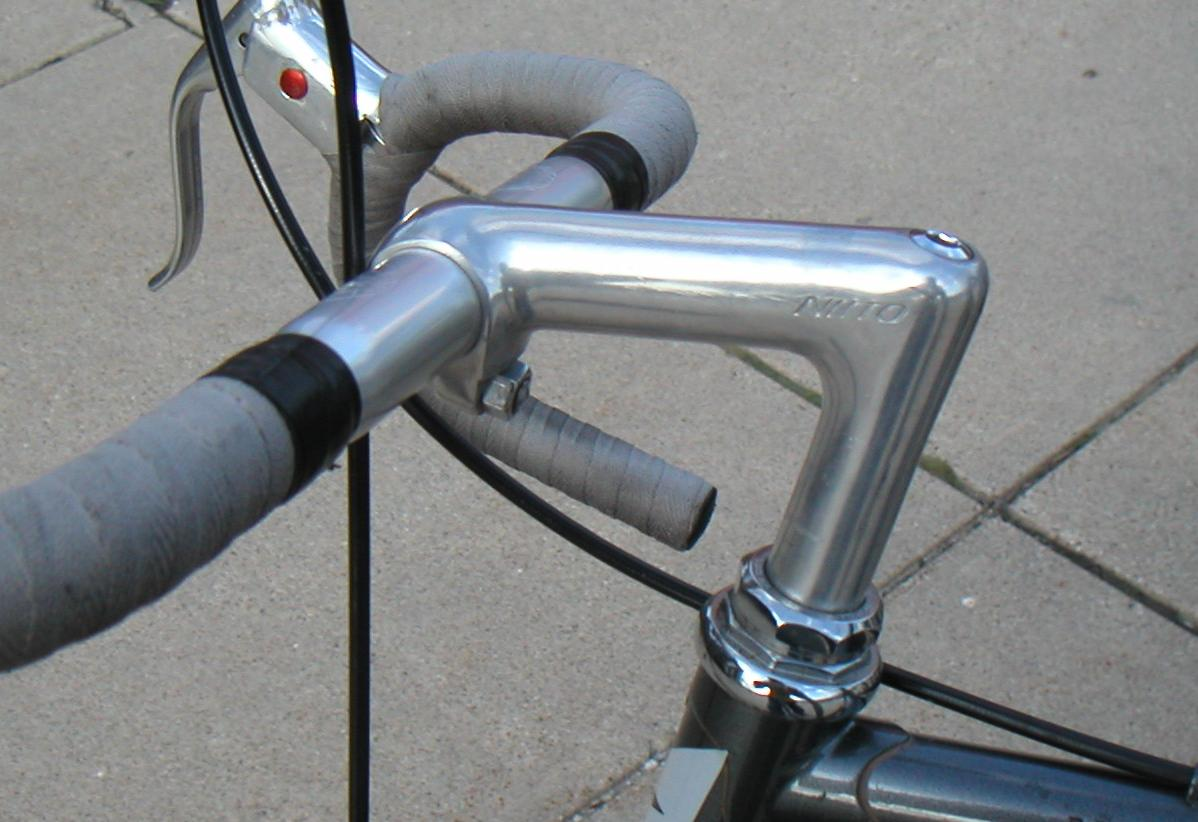
Klasický trnový představec na silničním kole

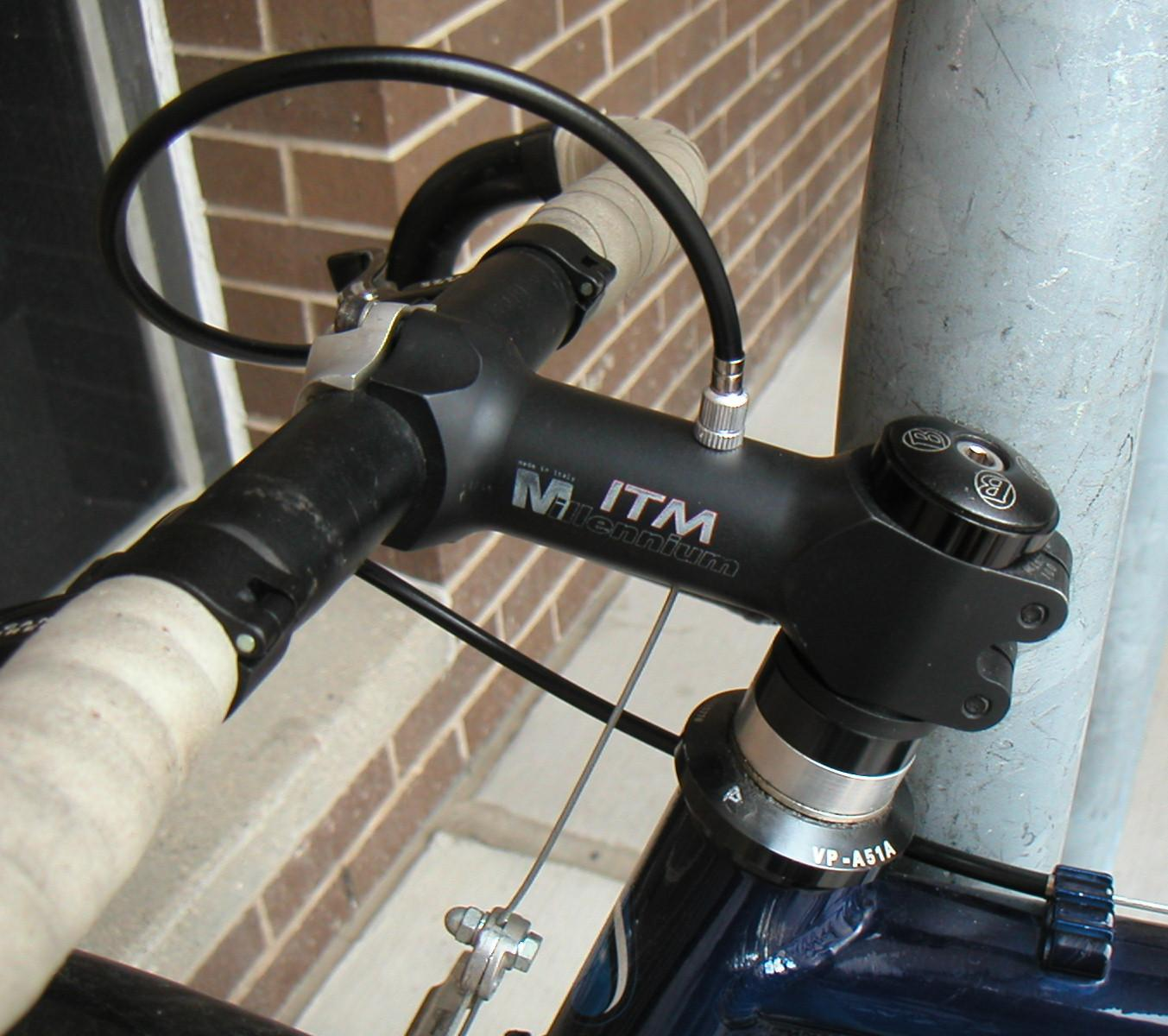
Bezzávitový představec s dírou pro vedení lanka přední brzdy

Představec je součást jízdního kola, která spojuje přední vidlici s řídítky. Obvykle umožňuje do určité míry nastavit polohu řídítek.

## Dělení
Představce lze rozdělit do dvou skupin, na představce závitové (též trnové) a bezzávitové. Závitové představce se vsunují do sloupku vidlice a utahují se klínem uvnitř, bezzávitové se naopak nasazují okolo sloupku. Modernější jsou bezzávitové, jejich hlavní výhodou je snazší kombinování různých představců s různými vidlicemi.